# 원주시 국도대체우회도로
원주시 국도대체우회도로는 강원특별자치도 원주시 흥업면 광터 교차로와 소초면 장양리를 잇는 26.6 km의 강원특별자치도 원주시의 도로이다. 1999년 착공하였으며, 흥업면에서 관설동 구간이 2008년 12월 31일에 개통되었다. 2013년 12월 23일 관설동에서 봉산동 구간이 개통되었다. 그 외에 소초면 장양리에서 흥업면을 잇는 9.6 km의 서부 지역 우회도로가 계획 중이다.

## 연혁
- 2001년 4월 10일 : 원주시 흥업면 사제리 ~ 서곡리 11.7 km 구간을 자동차 전용도로로 지정[4]
- 2002년 1월 7일 : 원주시 봉산동 ~ 소초면 장양리 7.46 km 구간을 자동차 전용도로로 지정[5]
- 2002년 8월 3일 : 원주시 관설동 ~ 봉산동 7.4 km 구간을 자동차 전용도로로 지정[6]
- 2008년 12월 31일 : 광터 교차로 ~ 관설 교차로 12.327 km 구간 개통[7]
- 2011년 5월 2일 : 행구 교차로 ~ 봉산터널 ~ 소초면 장양리 9.6 km 구간 개통[8]
- 2013년 12월 23일 : 관설 교차로 ~ 행구 교차로 5.3 km 구간 개통[9]

## 주요 경유지
강원특별자치도
- 원주시 (흥업면 - 판부면 - 반곡관설동 - 행구동 - 봉산동 - 소초면)

## 노선
| 이름                         | 접속 노선                                               | 소재지 | 소재지                    | 비고                                             |
| ---------------------------- | ------------------------------------------------------- | ------ | ------------------------- | ------------------------------------------------ |
| 광터 교차로                  | 국도 제42호선 (원문로) 국가지원지방도 제88호선 (광터길) | 원주시 | 흥업면                    | 국도 제42호선 구간                               |
| 대안천교                     |                                                         | 원주시 | 흥업면                    | 국도 제42호선 구간                               |
| 삼성 교차로                  | 승안동길                                                | 원주시 | 흥업면                    | 국도 제42호선 구간 하행 진입 불가 상행 진출 불가 |
| 대안 교차로                  | 대안로                                                  | 원주시 | 흥업면                    | 국도 제42호선 구간                               |
| 흥업터널                     |                                                         | 원주시 | 흥업면                    | 국도 제42호선 구간 연장 156m                     |
| 흥대1교 흥대2교              |                                                         | 원주시 | 흥업면                    | 국도 제42호선 구간                               |
| 흥업 교차로                  | 국도 제19호선 (북원로)                                  | 원주시 | 흥업면                    | 국도 제19, 42호선 구간                           |
| 흥업교                       |                                                         | 원주시 | 흥업면                    | 국도 제19, 42호선 구간                           |
| 백운천교                     |                                                         | 원주시 | 판부면                    | 국도 제19, 42호선 구간                           |
| 서곡 교차로                  | 용수골길                                                | 원주시 | 판부면                    | 국도 제19, 42호선 구간                           |
| 내남송1교 내남송교           |                                                         | 원주시 | 판부면                    | 국도 제19, 42호선 구간                           |
| 갈촌1교 갈촌2교              |                                                         | 원주시 | 반곡관설동                | 국도 제19, 42호선 구간                           |
| 관설 교차로                  | 국도 제5호선 국가지원지방도 제88호선 (치악로)           | 원주시 | 반곡관설동                | 국도 제5, 19, 42호선 구간                        |
| 관설2교                      |                                                         | 원주시 | 반곡관설동                | 국도 제5, 19, 42호선 구간                        |
| 반곡 교차로 (반곡1교)        | 입춘로                                                  | 원주시 | 반곡관설동                | 국도 제5, 19, 42호선 구간                        |
| 반곡2교 반곡지하차도 행구1교 |                                                         | 원주시 | 반곡관설동                | 국도 제5, 19, 42호선 구간                        |
| 행구2교                      |                                                         | 원주시 | 행구동                    | 국도 제5, 19, 42호선 구간                        |
| 행구 교차로 (행구지하차도)   | 운곡로 행구로                                           | 원주시 | 행구동                    | 국도 제5, 19, 42호선 구간                        |
| 봉산1교                      |                                                         | 원주시 | 행구동                    | 국도 제5, 19, 42호선 구간                        |
| 봉산2교                      |                                                         | 원주시 | 봉산동                    | 국도 제5, 19, 42호선 구간                        |
| 봉산터널                     |                                                         | 원주시 | 봉산동                    | 국도 제5, 19, 42호선 구간 연장 870m              |
| 봉산터널                     | 소초면                                                  | 원주시 |                           | 국도 제5, 19, 42호선 구간 연장 870m              |
| 흥양1교 흥양2교              |                                                         | 원주시 | 국도 제5, 19, 42호선 구간 |                                                  |
| 흥양 교차로                  | 국도 제42호선 (노루고개길)                              | 원주시 | 국도 제5, 19, 42호선 구간 |                                                  |
| 원중교 신양대교 수암교       |                                                         | 원주시 | 국도 제5, 19호선 구간     |                                                  |
| 장양리                       | 국도 제5호선 국도 제19호선 (북원로)                     | 원주시 | 국도 제5, 19호선 구간     |                                                  |